# Aloe komaggasensis
Aloe komaggasensis é uma espécie de liliopsida do gênero Aloe, pertencente à família Asphodelaceae.